# Cestrum chiriquianum
Cestrum chiriquianum är en potatisväxtart som beskrevs av Francey. Cestrum chiriquianum ingår i släktet Cestrum och familjen potatisväxter. Inga underarter finns listade i Catalogue of Life.